# 神原神社

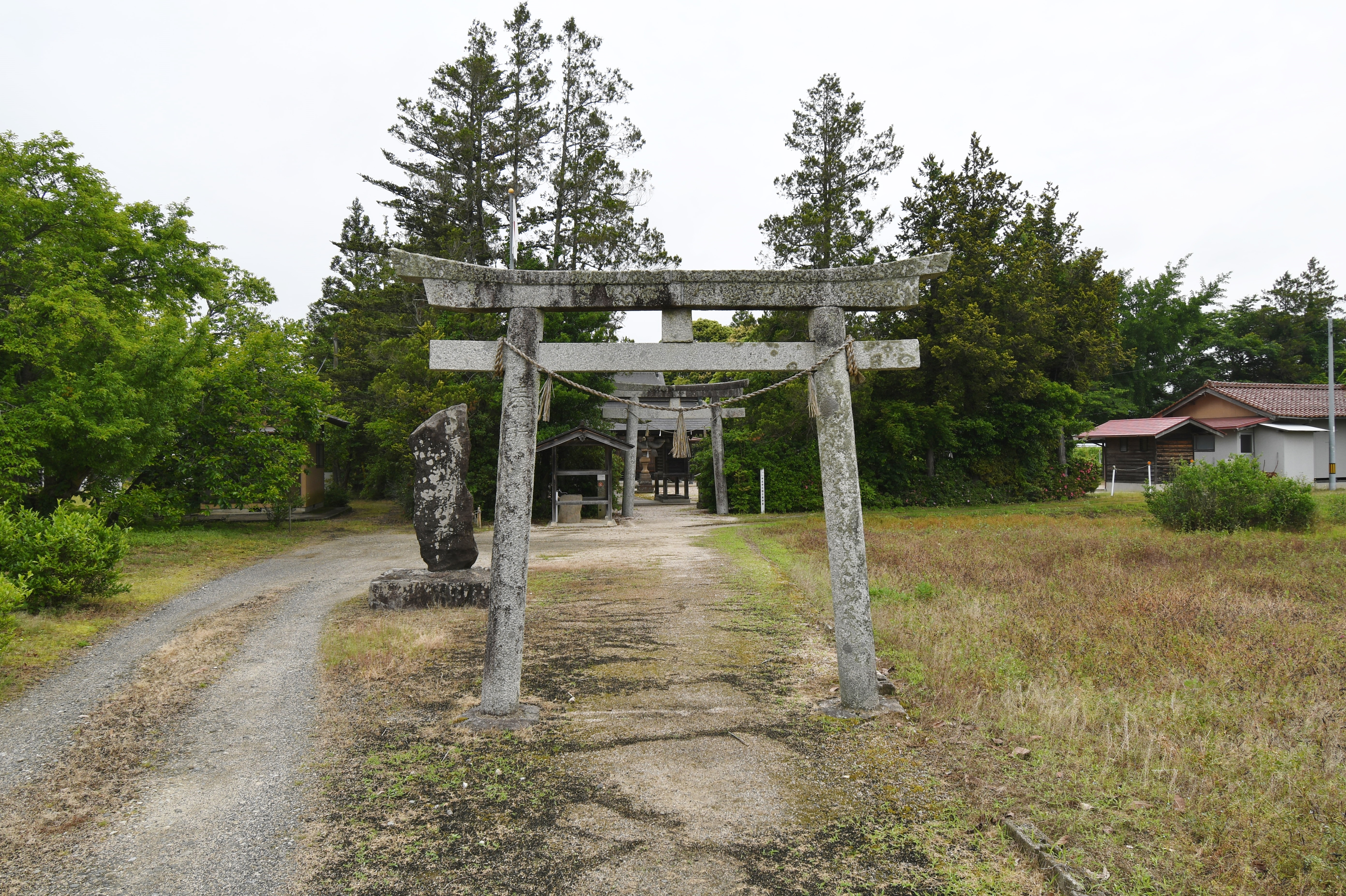
鳥居

神原神社（かんばらじんじゃ）は、島根県雲南市加茂町神原にある神社。式内社で、旧社格は村社。
旧本殿下の古墳（神原神社古墳）から、「景初三年」銘の三角縁神獣鏡（国の重要文化財）が出土したことで知られる。

## 祭神
大国主神、磐筒男命、磐筒女命を祀る。
『出雲国風土記』大原郡条の神原郷の項に見えるのが初見である。当初は大国主神のみを祀ったものと見られるが、宝永5年（1708年）に三刀屋天満宮宮司の広沢漆拾がまとめた『神原神社縁起』では祭神が磐筒男命・磐筒女命とされている。

## 歴史
『出雲国風土記』には「神原社」と記され、神祇官に所属しているとある。また、『出雲国風土記』大原郡条の神原郷の項に「所造天下大神之御財 積置給處也（所造天下大神（大国主命）の宝が置かれた場所である）」とも記されている。延喜式神名帳には「神原神社」とある。慶長16年（1611年）の棟札には「神原松井大明神」、前述の『神原神社縁起』では「神原神社松井大明神」「松井神寶大神宮」、享保2年（1717年）に出された『雲陽誌』には「神寶明神」と記されている。
明治4年12月に村社に列せられた。現在の社殿は後述の赤川の改修工事に伴い昭和47年（1972年）に遷移されたものである。

## 境内

### 社殿

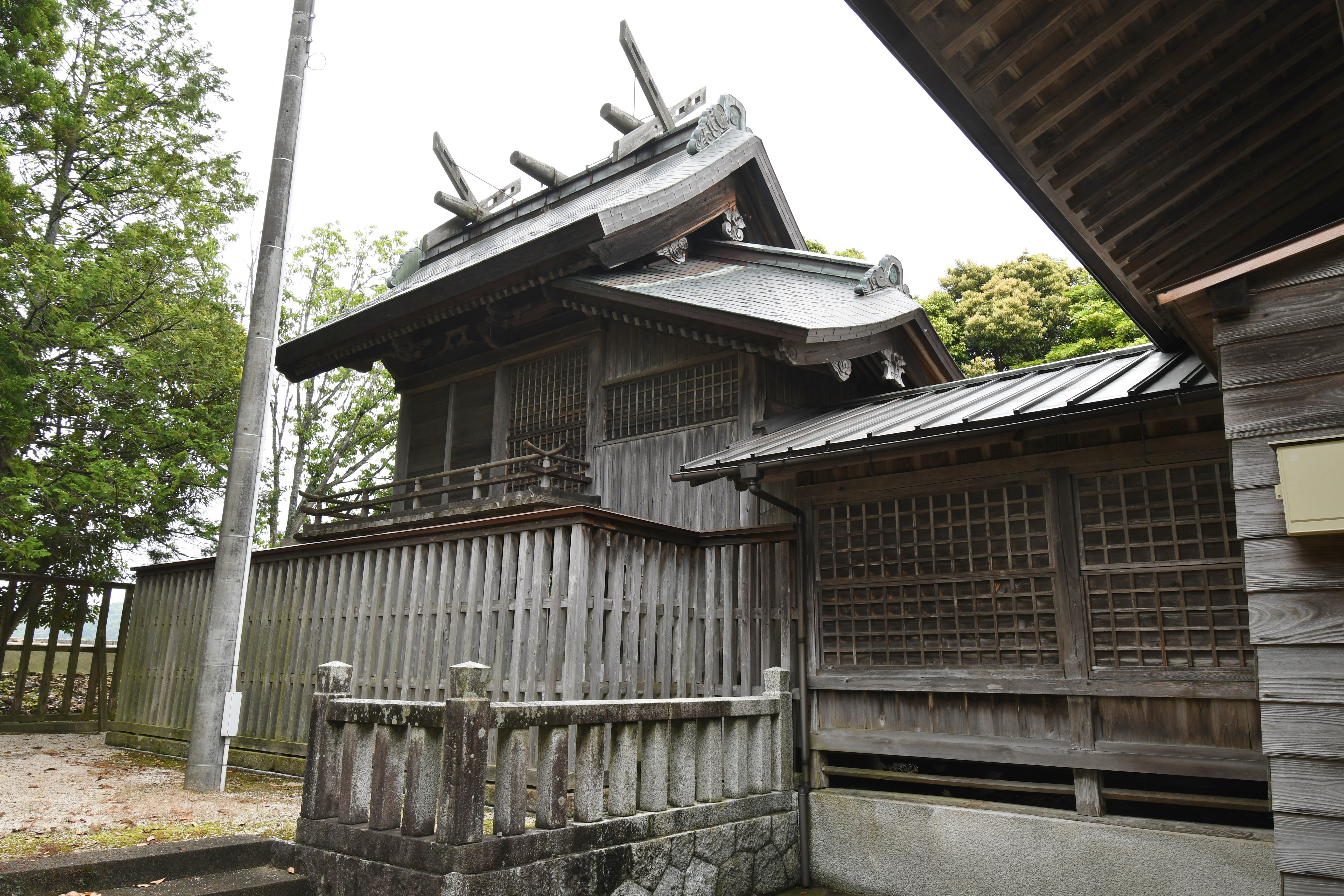
本殿
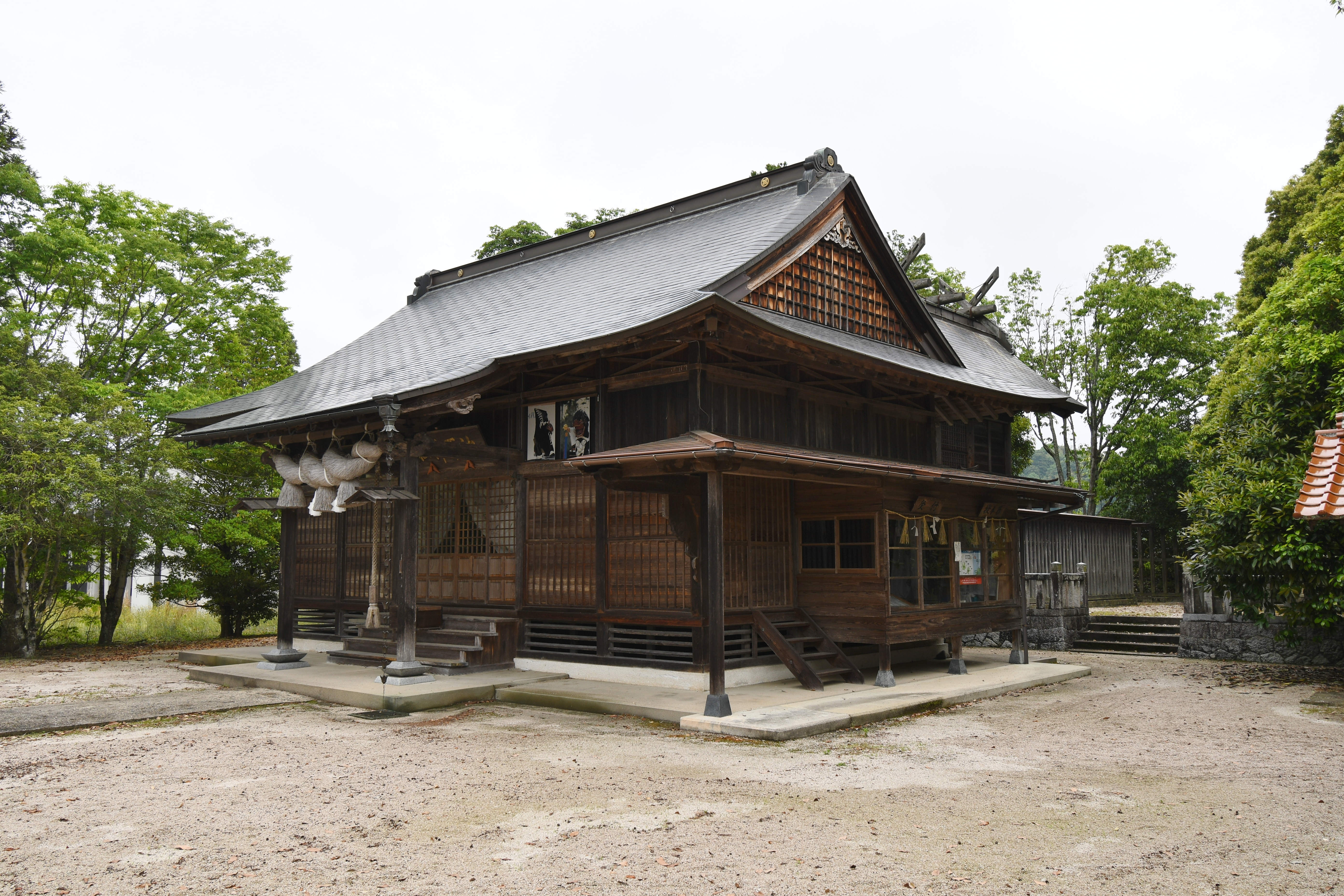
拝殿
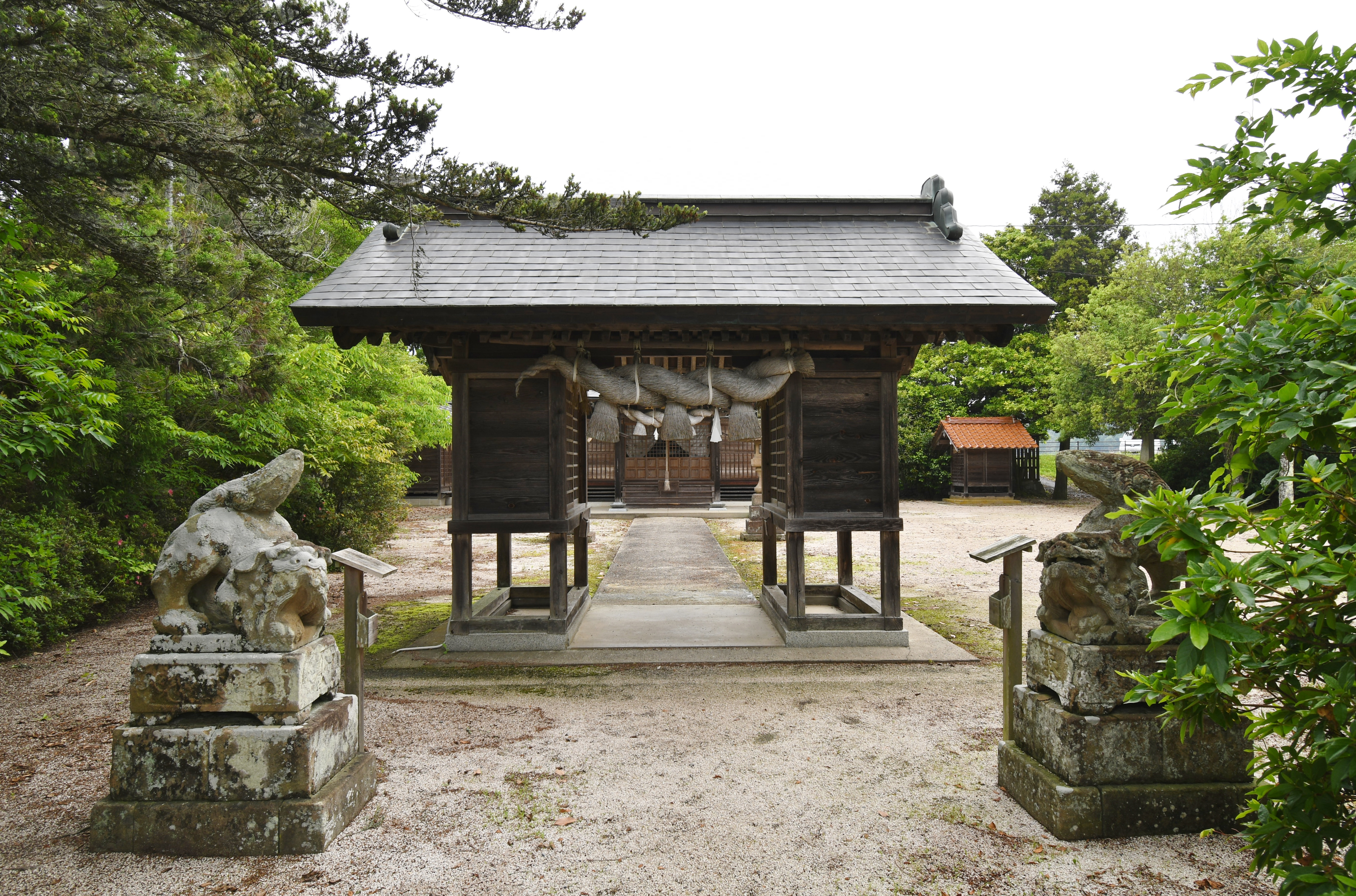
神門
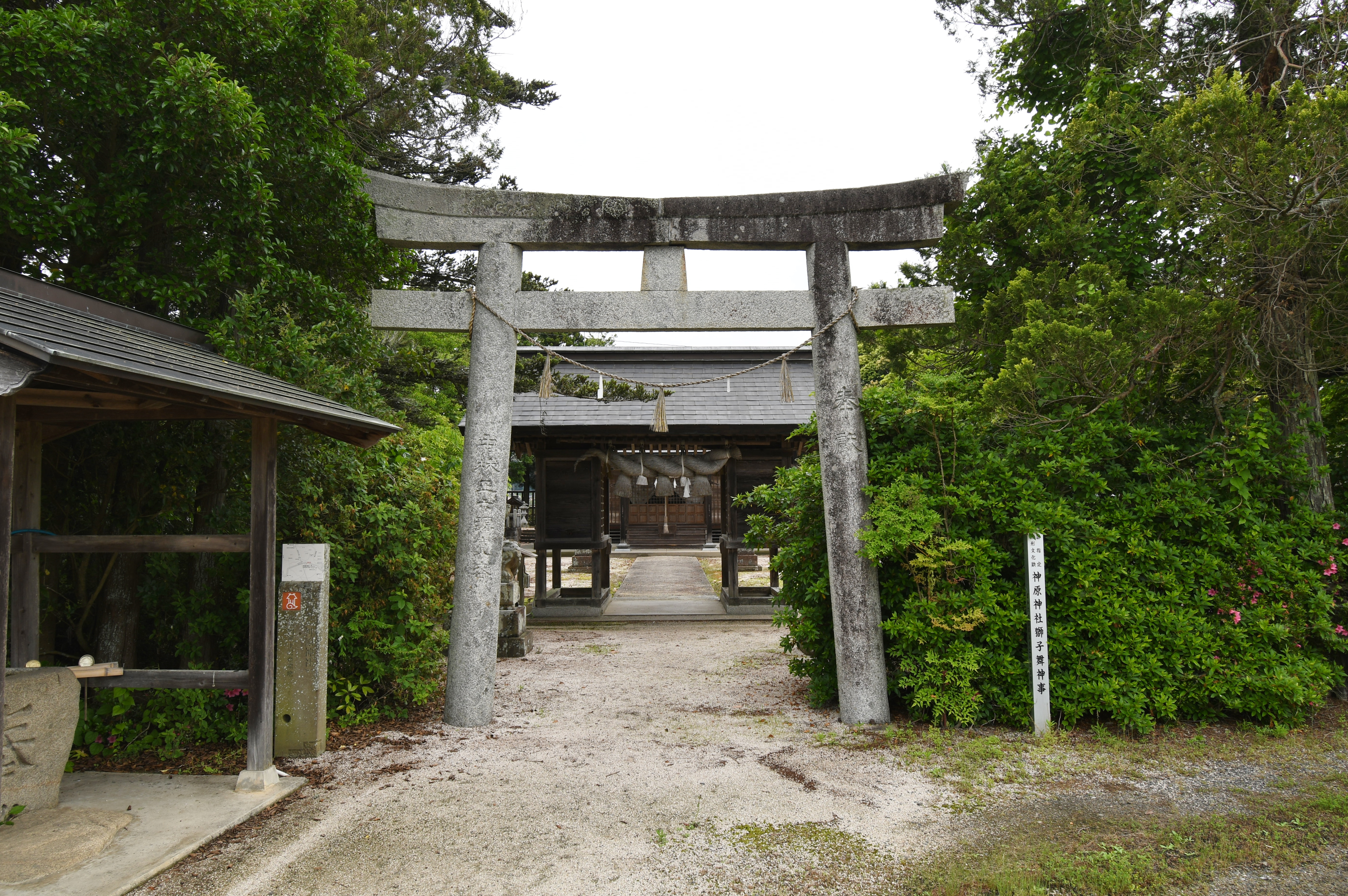
境内鳥居

### 神原神社古墳

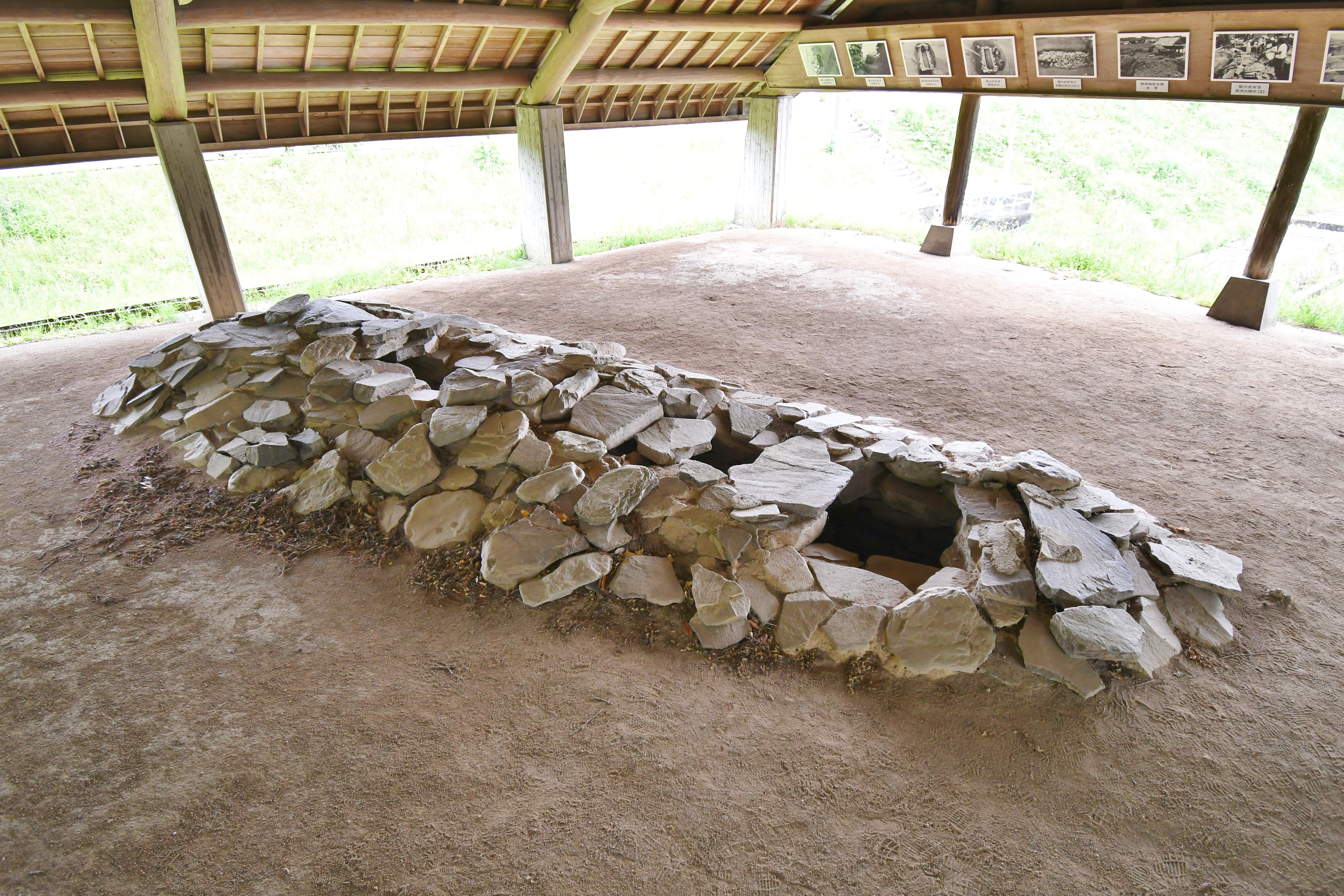
神原神社古墳 移築石室

旧本殿は古墳の上に所在した。この古墳は方墳で、復元した場合の規模は29m×25m、高さは5m程と推定される。島根県では最古に属する前期古墳である。
昭和47年（1972年）の赤川（斐伊川水系）の改修工事で社地が新堤防域に組み込まれるために神社を南西に50mほど遷移することになり、その際に古墳の発掘調査が行われた。竪穴式石室からの出土品の中に魏の「景初三年」（239年）の銘が鋳出された三角縁神獣鏡があった。この銅鏡を含めた出土品は一括して国の重要文化財に指定されている。出土品は国（文化庁）所有で、島根県立古代出雲歴史博物館に保管。石室は移築された社殿の東側に復元されていて自由に見学できる。

## 祭事
11月9日に行われる例祭には県指定無形民俗文化財の獅子舞が奉納される。神在祭の期間には神事が行われる。

## 文化財

### 島根県指定文化財
- 無形民俗文化財
  - 神原神社の獅子舞 - 1988年（昭和63年）5月24日指定。

### 関連文化財
- 出雲神原神社古墳出土品 - 国の重要文化財（考古資料）。所有者は国（文化庁）、島根県立古代出雲歴史博物館保管。1981年（昭和56年）6月9日指定[1]。